# Paukverhältnis
Ein Paukverhältnis ist eine Vereinbarung zwischen zwei schlagenden Studentenverbindungen, die sich darüber verständigt haben, Bestimmungsmensuren miteinander zu stellen. Dies gewährleistet, dass Verbindungsstudenten, die Mensuren schlagen müssen oder wollen, auch einen – möglichst ebenbürtigen – Gegenpaukanten zugeteilt bekommen. 
Paukverhältnisse sind so alt wie die Bestimmungsmensur, die um 1850 entstand. Zum Abschluss eines Paukverhältnisses ist ein gewisses gegenseitiges Vertrauen unabdingbar, dass die jeweils andere Verbindung die Regeln des Fechtcomments einhalten wird. 
Das Fehlen von Paukverhältnissen kann eine schlagende Verbindung in existenzielle Nöte bringen. Vor diesem Problem standen beispielsweise Anfang des 20. Jahrhunderts zahlreiche jüdische Studentenverbindungen, die an ihrem Hochschulort kein Paukverhältnis abschließen konnten.